# Majere
Majere (bis 1948 slowakisch „Vyšné Šváby“ – älter auch „Starý Majer“; deutsch Oberschwaben oder Alte Meierei, ungarisch Ómajor) ist eine kleine Gemeinde im Norden der Slowakei mit 130 Einwohnern (31. Dezember 2024). Sie gehört zum Okres Kežmarok, einem Teil des Prešovský kraj und wird zur traditionellen Landschaft Zips gezählt.

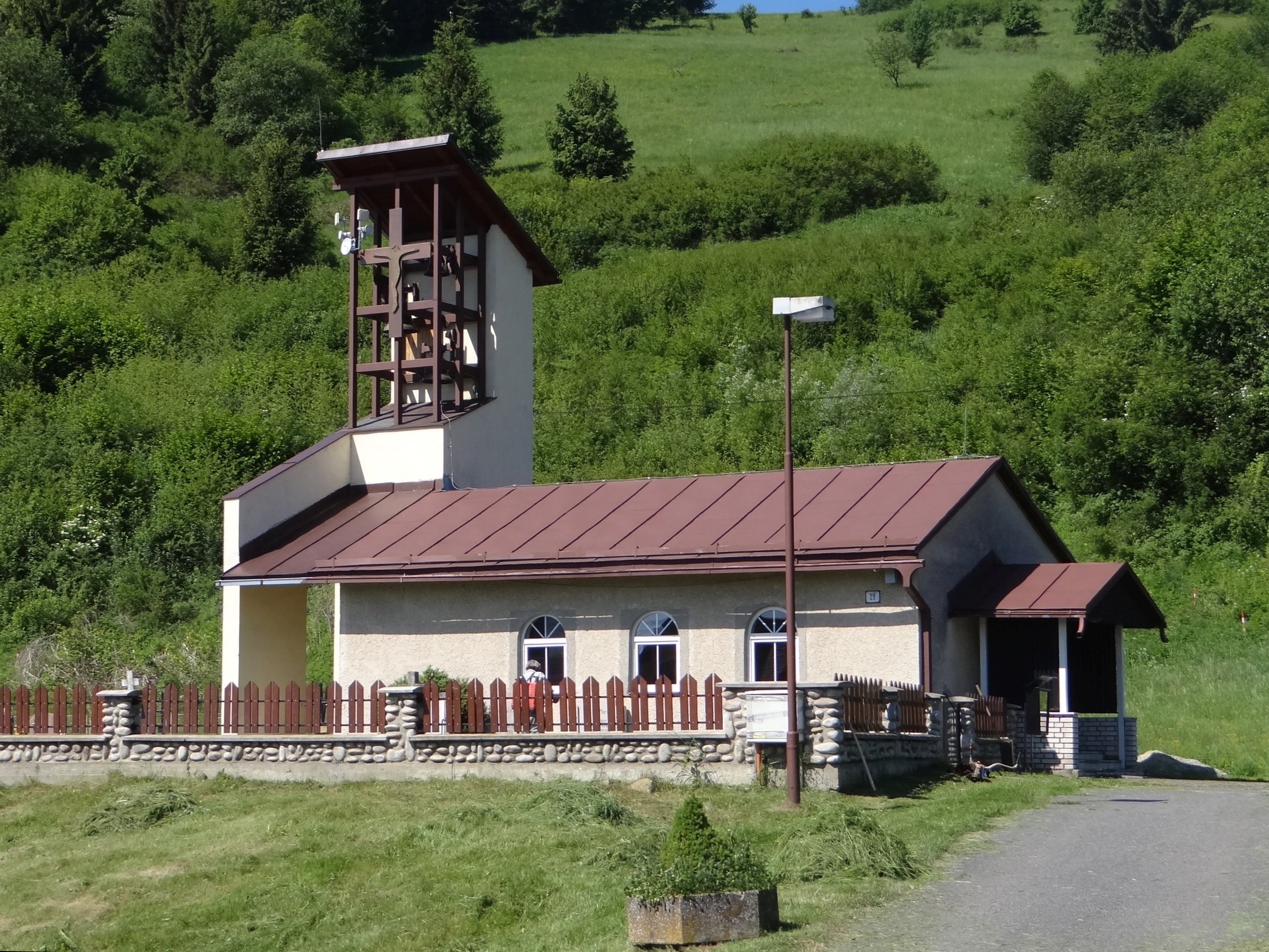

## Geographie
Die Gemeinde befindet sich in der Zipser Magura am rechten Ufer des Dunajec, der hier die Grenze zu Polen bildet. Das Ortszentrum befindet sich auf einer Höhe von 466 m n.m. und ist dreieinhalb Kilometer von Spišská Stará Ves, 30 Kilometer von Stará Ľubovňa sowie 39 Kilometer von Kežmarok entfernt.
Nachbargemeinden sind Czorsztyn (PL, Ortschaften Sromowce Niżne und Sromowce Wyżne) im Norden und Osten, Červený Kláštor im Südosten und Spišská Stará Ves im Süden und Westen.

## Geschichte
Der Ort entstand im 14. Jahrhundert von einer Meierei im Herrschaftsgebiet des Roten Klosters, das dem Kartäuserorden gehörte. 1556 ist der Ort namentlich als Zthary Mayor belegt. Nach dem Verfall des Klosters im 16. Jahrhundert gehörte das Dörfchen zu verschiedenen Gutsherren, jeweils für eine kurze Zeit, ehe der Neutraer Bischof im Jahr 1704 es den Kamaldulensern schenkte. Nach der Auflösung sämtlicher Klöster im ganzen Königreich Ungarn im Jahr 1782 wanderten die Einwohner aus; vier Jahre später wurde der verlassene Ort durch württembergische Siedler neu bevölkert, daher auch der Name Oberschwaben. 1828 zählte man acht Häuser und 82 Einwohner, die vorwiegend in der Landwirtschaft beschäftigt waren.
Bis 1918 gehörte der im Komitat Zips liegende Ort zum Königreich Ungarn und kam danach zur Tschechoslowakei beziehungsweise heute Slowakei.

## Bevölkerung
| Jahr                | 1994 | 2004    | 2014     | 2024     |
| ------------------- | ---- | ------- | -------- | -------- |
| Anzahl der Personen | 81   | 83      | 98       | 130      |
| Unterschied         |      | +2,46 % | +18,07 % | +32,65 % |

| Jahr                | 2023 | 2024 |
| ------------------- | ---- | ---- |
| Anzahl der Personen | 125  | 130  |
| Unterschied         |      | +4 % |

Gemäß der Volkszählung 2011 wohnten in Majere 88 Einwohner, davon 83 Slowaken und zwei Polen. Drei Einwohner machten diesbezüglich keine Angabe. 78 Einwohner bekannten sich zur römisch-katholischen Kirche und jeweils ein Einwohner zur evangelischen Kirche A. B. und zur griechisch-katholischen Kirche. Ein Einwohner war konfessionslos und bei sieben Einwohnern wurde die Konfession nicht ermittelt.

## Tourismus
In Majere befindet sich ein Anlegeplatz für Flöße, mit denen kann man den Dunajec-Durchbruch in das elf Kilometer entfernte Lesnica befahren.